# Tropidocephala prasina
Tropidocephala prasina är en insektsart som beskrevs av Melichar 1902. Tropidocephala prasina ingår i släktet Tropidocephala och familjen sporrstritar. Utöver nominatformen finns också underarten T. p. lateralis.